# Tanja Weil
Tanja Weil (* 16. September 1973) ist eine deutsche Chemikerin. Seit 2017 ist sie Direktorin am Max-Planck-Institut für Polymerforschung.

## Leben
Weil studierte Chemie an der Technischen Universität Braunschweig und promovierte am Max-Planck-Institut für Polymerforschung. Zwischen 2002 und 2008 hatte sie verschiedene leitende Positionen bei der Merz Pharmaceuticals GmbH in Frankfurt am Main inne. 2008 wurde sie als Associate Professor an die National University of Singapore berufen und kam 2010 als Direktorin des Instituts für Organische Chemie III / Makromolekulare Chemie an die Universität Ulm. Tanja Weil ist Mitherausgeberin bei ACS Nano, Mitglied des Redaktionsbeirats der Zeitschrift J. Am. Chem. Soc. und des Kuratoriums der Angewandten Chemie. Seit 2017 ist sie Direktorin am Max-Planck-Institut für Polymerforschung und leitet den Arbeitskreis „Synthese von Makromolekülen“.
Ihr wissenschaftliches Interesse gilt innovativen Synthesekonzepten zur Herstellung funktioneller Makromoleküle und Hybridmaterialien zur Lösung aktueller Herausforderungen in der Biomedizin und Materialwissenschaft.

## Auszeichnungen und Mitgliedschaften
- 2003: Otto-Hahn-Medaille der Max-Planck-Gesellschaft
- 2012: Synergy Grant des European Research Council gemeinsam mit Fedor Jelezko und Martin Plenio[3]
- 2016: Ehrenprofessur der Johannes Gutenberg-Universität Mainz[4]
- Seit 2016: Wissenschaftliches Mitglied der Max-Planck-Gesellschaft
- Seit 2016: Mitglied des Senats der Leibniz-Gemeinschaft
- 2017: Ehrenprofessur der Universität Ulm[4]
- Seit 2017: Mitglied des Senats der Deutschen Forschungsgemeinschaft[5]
- 2023: Karl-Ziegler-Preis
- Aufsichtsratsmitglied der Carl Zeiss AG[6]